# Кузнецова, Софья Иосифовна
Со́фья Ио́сифовна Кузнецо́ва (1 января 1923, Витебск, БССР, СССР — 2010, Москва, РФ) — советский и российский историк, специалист в области социальных проблем урбанизации афро-азиатского мира, этносоциальных проблем Центральной Азии, Доктор исторических наук (1977).

## Биография
Родилась 1 января 1923 года в Витебске. В 1941 году в связи с началом ВОВ ушла добровольцем на фронт и прошла всю войну и была награждена рядом боевых наград. В 1944 году поступила на исторический факультет МГУ, который она окончила в 1949 году и тут же поступила на аспирантуру там же, которую она окончила в 1953 году. В 1949 году переехала в Азербайджанскую ССР и устроилась на работу в Азербайджанский университет имени С. М. Кирова, сначала как библиотекарь, затем заведовала кафедрой. В 1954 году устроилась на работу в ФБОН, где она заведовала сектором и отделом стран Азии и Африки, а также работала в должности главного научного сотрудника.
Скончалась в 2010 году в Москве.

## Научные работы
Основные научные работы посвящены библиотековедению. Автор свыше 100 научных работ.